# Sakarya Büyükşehir Belediyesi Spor Kulübü
Il Sakarya Büyükşehir Belediyesi Spor Kulübü, semplicemente conosciuto come Sakarya BB, è una squadra di pallacanestro della città di Sakarya. Milita in Basketbol Süper Ligi, la massima serie del campionato di pallacanestro turco. 
Nella stagione 2016/2017 vince la Türkiye 2. Basketbol Ligi, ottenendo per la prima volta nella sua storia la promozione nel massimo livello del campionato nazionale.

## Roster 2018-2019
Aggiornato al 5 aprile 2019.
|    | Naz.                   | Ruolo | Sportivo          | Anno | Alt. | Peso |  |
| -- | ---------------------- | ----- | ----------------- | ---- | ---- | ---- |  |
| 3  | Stati Uniti (bandiera) | PG    | Mitchell Wilbekin | 1994 | 188  | 79   |  |
| 6  | Stati Uniti (bandiera) | AG    | T.K. Edogi        | 1994 | 203  | 100  |  |
| 8  | Turchia (bandiera)     | P     | Şafak Edge        | 1992 | 188  | 84   |  |
| 9  | Turchia (bandiera)     |       | Mehmet Meriç      | 1999 |      |      |  |
| 10 | Turchia (bandiera)     | G     | Burak Eşlik       | 1994 | 193  | 84   |  |
| 11 | Turchia (bandiera)     | AG    | Hüseyin Çevirgen  | 2000 | 206  |      |  |
| 13 | Stati Uniti (bandiera) | G     | Kelsey Barlow     | 1991 | 196  | 91   |  |
| 23 | Turchia (bandiera)     | A     | Tevfik Akdamar    | 1994 | 202  |      |  |
| 33 | Turchia (bandiera)     | PG    | Alp Karahan       | 1998 | 193  | 88   |  |
| 41 | Turchia (bandiera)     | C     | Bora Paçun        | 1987 | 210  | 109  |  |
| 48 | Turchia (bandiera)     | AP    | Uğur Dokuyan      | 1993 | 197  |      |  |

### Staff tecnico
| Allenatore: | Ozan Bulkaz               |
| Assistente: | Çetin Bingöl, Fahri Güler |

## Palmarès
- Türkiye Basketbol Ligi: 1

2016-2017